# Mediterráneo (empresa)
Mediterráneo, denominada Mediterráneo Chicken hasta 2015, es una cadena de comida rápida del Perú.

## Historia
Fue fundado en 1983 en la avenida El Polo en el distrito de Santiago de Surco, Lima, bajo el nombre de Mediterráneo Chicken, como un restaurante dedicado al plato del pollo a la brasa peruano, una comida popular del país. Para 2015 Mediterráneo Chicken ya había incursionado en las franquicias por toda Lima metropolitana, siendo la más conocida la existente en el centro comercial Jockey Plaza, ese mismo año la Corporación EW (del magnate Erasmo Wong Lu-Vega) adquirió la empresa, Tina Noriega pasó a ocupar la gerencia general.
En 2014, Mediterráneo Chicken adquiere su actual nombre, porque diversifica sus platos hacia parrillas y otros platos criollos de la gastronomía peruana. Para 2017, los nuevos propietarios incrementaron el número de franquicias en la capital peruana, llegando a Mall del Sur y Plaza Norte. Durante la celebración del día del Pollo a la brasa, la cadena es de las principales donde acuden los comensales en Lima.

### Gerentes generales
- Tina Noriega[2]
- Gabriela Kanashiro[6]
- Melissa Soko[7]